# Kozina (otok)
Koordinati:   43°52′08″N, 15°29′13″E
Kozina je majhen nenaseljen otoček v šibeniškem arhipelagu. Otoček leži severno od Vrgade, od katere je oddaljen okoli 1 km in Pašmanom. Površina otočka meri 0,063 km². Dolžina njegove obale je 1,04 km. Najvišji vrh je visok 26 mnm.